# Yoshimasa Aihara
Yoshimasa Aihara (29 de enero de 1977) es un deportista japonés que compitió en taekwondo. Ganó una medalla de plata en el Campeonato Asiático de Taekwondo de 2000 en la categoría de –62 kg.

## Palmarés internacional
| Campeonato Asiático | Campeonato Asiático | Campeonato Asiático | Campeonato Asiático |
| Año                 | Lugar               | Medalla             | Categoría           |
| ------------------- | ------------------- | ------------------- | ------------------- |
| 2000                | Hong Kong (China)   | Medalla de plata    | –62 kg              |